# Allie Quigley
Alexandria (Allie) Christine Quigley (Joliet, Illinois, 20 juni 1986) is een Amerikaanse professionele basketbalspeelster voor de Chicago Sky van de Women's National Basketball Association (WNBA). Ze werd gekozen door Seattle Storm in het WNBA-draft van 2008. Quigley won vier keer de Three-Point Contest (2017, 2018, 2021, 2022). Ze is ook geselecteerd voor drie WNBA All-Star-teams.

## Privé
Op 27 december 2018 trouwde ze met oud ploeggenoot Courtney Vandersloot.
1 Diamond DeShields · 
2 Kahleah Copper · 
3 Candace Parker · 
7 Lexie Brown · 
13 Dana Evans · 
14 Allie Quigley · 
22 Courtney Vandersloot · 
24 Ruthy Hebard · 
30 Azurá Stevens · 
31 Stefanie Dolson · 
43 Astou Ndour-Fall · 
Coach James Wade